# Markel Bergara
Markel Bergara (Elgoibar, 5 de maio de 1986) é um ex-futebolista espanhol, que atuava no meia.

## Carreira

### Real Sociedad
Bergara começou a carreira na Real Sociedad.

### Getafe
Em 2017, chegou por empréstimo ao Getafe. E em 2018, se transferiu em definitivo. Aposentou em 2019.